# Batrachuperus pinchonii
Espèce
Synonymes
- Dermodactylus pinchonii David, 1872 "1871"
- Salamandrella sinensis Sauvage, 1876
- Batrachuperus cochranae Liu, 1950

Statut de conservation UICN

 VU A2ad : Vulnérable
Batrachuperus pinchonii est une espèce d'urodèles de la famille des Hynobiidae. C'est une salamandre de 15 à 20 cm de long, endémique de Chine. 
L’espèce est menacée par une collecte intense pour la nourriture et les médicaments.

## Étymologie  et histoire de la nomenclature
Le nom de genre Batrachuperus, créé par Boulenger en 1878, est composé de deux étymons batrakhos βατραχος « grenouille » et upsrôa Υπςρώα « palais », pour rappeler le caractère suivant:« Dents palatines formant, entre les arrière-narines, deux groupes arqués, à convexité dirigée vers l’avant, non réunis au milieu » (Boulenger).
L'épithète spécifique a été donnée en l'honneur du vicaire apostolique Annet-Théophile Pinchon. Le père Armand David, le découvreur et descripteur de cette salamandre en Chine centrale, lors de sa deuxième expédition (1868-1870), écrit à ce sujet « Je me permets de dédier cet amphibien remarquable à monseigneur Pinchon, vicaire apostolique du Setchuan supérieur, sous le nom de Dermodactylus Pinchonii, en souvenir des services qu’il m’a rendus dans mon expédition et parce que c’est lui qui m’en a donné les premiers renseignements » (Rapport). 
L'espèce sera transférée de Dermodactylus à Batrachuperus.
Le père David est aussi le découvreur de la Salamandre géante de Chine, Andrias davidianus.

## Description

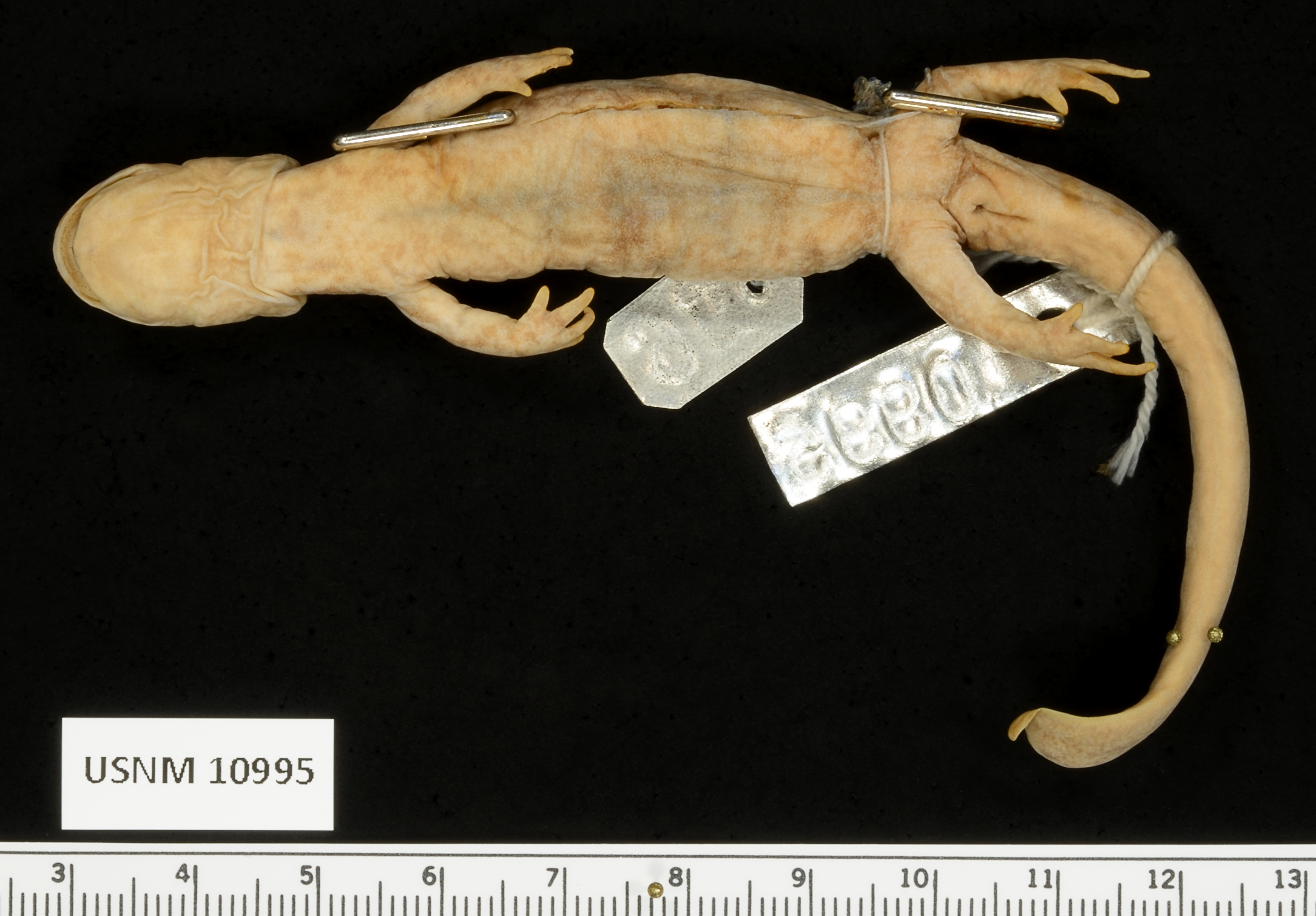
Batrachuperus pinchonii, vue ventrale.

Les mâles de Batrachuperus pinchonii mesurent de 18 à 20 cm de longueur totale, les femelles de 15 à 19 cm.
La tête est plate et plus longue que large, le museau arrondi et court. Les dents vomériennes sont courtes, au nombre de 4-5 de chaque côté, en forme de /.
Le corps cylindrique est recouvert d’une peau lisse. Juste derrière les yeux et à l'extérieur du pli jugulaire apparent, il y a une rainure allant vers la face ventrale. Environ 12 rainures costales sont présentes.
Il y a 4 doigts non palmés sur les membres antérieurs et postérieurs.
La queue représente au moins la moitié de la longueur totale de la salamandre, avec une base cylindrique s’aplatissant vers la pointe.
La couleur du corps varie géographiquement. La salamandre Batrachuperus pinchonii est généralement de couleur brune, olive ou jaune pastel, avec des motifs variables également. Certains spécimens ont des motifs en forme de nuages gris qui courent le long du dos jusqu'au côté de la queue (Fei et Ye 2001).

## Répartition et habitat
Cette espèce est endémique de Chine. Elle se rencontre de 1 500 à 3 900 m d'altitude au Sichuan et dans l'Ouest du Yunnan. Elle semble éteinte au Guizhou.
Elle passe la plupart de son temps près de l'eau et se cache sous le couvert de roches et de bois en décomposition.
Selon le père David, elle « vit dans les froids ruisseaux des hautes montagnes couvertes de forêts, et se retire souvent dans les trous de sapin appelé chamou; d’où son nom de chamouyre (poisson des sapins) »

## Comportement
La ponte a lieu de mai à juillet. La femelle dépose une paire de sacs d'œufs, en attachant une extrémité sur des roches, avec 5 à 23 œufs dans chaque sac à œufs soit 10 à 45 œufs au total pour la paire. Les sacs d'œufs sont en spirale ou en forme de C et mesurent entre 65 et 96 mm de longueur et 12 à 19 mm de diamètre. Les œufs eux-mêmes sont ovales et mesurent 3,7 mm de diamètre.

## Conservation
L’espèce est menacée par une collecte intense pour la nourriture et les médicaments

## Publication originale
- David, 1872 "1871" : Rapport adressé à MM. les professeurs-administrateurs du Muséum d'Histoire Naturelle. Bulletin des  nouvelles archives du Muséum d'Histoire Naturelle de Paris, vol. 7, p. 75-100 (texte intégral).